# Sphingius scutatus
Sphingius scutatus är en spindelart som beskrevs av Simon 1897. Sphingius scutatus ingår i släktet Sphingius och familjen månspindlar.
Artens utbredningsområde är Sri Lanka. Inga underarter finns listade i Catalogue of Life.